# Heinkel He 50
Le Heinkel He 50 était un avion militaire de l'entre-deux-guerres allemand. Il a également été utilisé durant la Seconde Guerre mondiale.

## Variantes
He 50 aW
He 50 aL
He 50 L

## Opérateurs
- Reich allemand
- Empire du Japon
- République de Chine

### Développement lié
- Heinkel He 46
- Heinkel He 66

### Aéronefs comparables
Polikarpov Po-2
 Reich allemand Henschel Hs 123
 Curtiss Falcon F8C-4